# Long Beach Grand Prix 1993
Long Beach Grand Prix 1993 var ett race som var den tredje deltävlingen i PPG IndyCar World Series 1993. Racet kördes den 18 april på Long Beach gator. Paul Tracy tog hem sin första seger i CART-sammanhang, tack vare en dominant insats på tävlingsdagen. Med det revanscherade han sig för sitt misstag som kostade segern på Phoenix. Bobby Rahal slutade tvåa, medan Nigel Mansell slutade trea. Mansell hamnade dock i blåsväder, sedan Al Unser Jr. ankklagat honom för en blockering som lett till att Unser tvingades bryta. Mansell blev dock inte bestraffad.

## Slutresultat
| Plats | Förare             | Team                     | Grid | Kvaltid |
| ----- | ------------------ | ------------------------ | ---- | ------- |
| 1     | Paul Tracy         | Marlboro Team Penske     | 2    | 53,145  |
| 2     | Bobby Rahal        | Rahal-Hogan Racing       | 11   | 53,770  |
| 3     | Nigel Mansell      | Newman/Haas Racing       | 1    | 52,903  |
| 4     | Teo Fabi           | Hall/VDS Racing          | 7    | 53,558  |
| 5     | Roberto Guerrero   | Budweiser King Racing    | 17   | 54,494  |
| 6     | Robbie Buhl        | Dale Coyne Racing        | 22   | 55,357  |
| 7     | Scott Pruett       | Pro Formance Motorsports | 14   | 54,079  |
| 8     | Danny Sullivan     | Galles Racing            | 12   | 53,923  |
| 9     | Eddie Cheever      | Turley Motorsports       | 10   | 53,765  |
| 10    | Mark Smith         | Arciero Racing           | 13   | 54,006  |
| 11    | Arie Luyendyk      | Chip Ganassi Racing      | 18   | 54,524  |
| 12    | Raul Boesel        | Dick Simon Racing        | 9    | 53,750  |
| 13    | Emerson Fittipaldi | Marlboro Team Penske     | 3    | 53,223  |
| 14    | Hiro Matsushita    | Walker Racing            | 19   | 54,530  |
| 15    | Ross Bentley       | Dale Coyne Racing        | 25   | 55,822  |
| 16    | Scott Goodyear     | Walker Racing            | 4    | 53,232  |
| 17    | Lyn St. James      | Dick Simon Racing        | 26   | 57,618  |
| 18    | Mario Andretti     | Newman/Haas Racing       | 5    | 53,376  |
| 19    | Buddy Lazier       | Leader Cards Racing      | 23   | 55,536  |
| 20    | Jeff Wood          | Euromotorsport           | 27   | 57,799  |
| 21    | Al Unser Jr.       | Galles Racing            | 8    | 53,744  |
| 22    | Jimmy Vasser       | Hayhoe Racing            | 20   | 54,565  |
| 23    | Adrián Fernández   | Galles Racing            | 16   | 54,350  |
| 24    | Marco Greco        | Sovereign Racing         | 24   | 55,774  |
| 25    | Scott Brayton      | Dick Simon Racing        | 15   | 54,269  |
| 26    | Stefan Johansson   | Bettenhausen Motorsports | 6    | 53,372  |
| 27    | Dave Kudrave       | Euromotorsport           | 21   | 54,989  |